# Indy-Lights-Saison 2015
Die Indy-Lights-Saison 2015 war die 30. Saison der amerikanischen Rennserie Indy Lights. Die Saison begann am 28. März in Saint Petersburg und endete am 13. September in Monterey.

## Teams und Fahrer
Alle Teams benutzen das Dallara-Chassis Dallara IL-15, Motoren von Mazda-AER und Reifen von Cooper.
| Team                                          | Nr. | Fahrer            | Rennen     |
| --------------------------------------------- | --- | ----------------- | ---------- |
| Belardi Auto Racing                           | 04  | Felix Serralles   | 1–16       |
| Belardi Auto Racing                           | 05  | Juan Piedrahita   | 1–16       |
| Schmidt Peterson Motorsports w/Curb-Agajanian | 07  | R. C. Enerson     | 1–16       |
| Schmidt Peterson Motorsports w/Curb-Agajanian | 21  | Heamin Choi       | 15, 16     |
| Schmidt Peterson Motorsports w/Curb-Agajanian | 42  | Jack Harvey       | 1–16       |
| Schmidt Peterson Motorsports w/Curb-Agajanian | 71  | Ethan Ringel      | 1–16       |
| Schmidt Peterson Motorsports w/Curb-Agajanian | 77  | Scott Anderson    | 1–16       |
| Andretti Autosport                            | 51  | Shelby Blackstock | 1–16       |
| Andretti Autosport                            | 83  | Matthew Brabham   | 1–3        |
| 8 Star Motorsports                            | 08  | Scott Hargrove    | 1, 2       |
| 8 Star Motorsports                            | 08  | Sean Rayhall      | 4–8, 13–16 |
| Carlin                                        | 11  | Ed Jones          | 1–16       |
| Carlin                                        | 14  | Max Chilton       | 1–8, 11–16 |
| Carlin                                        | 14  | Nelson Piquet jr. | 9, 10      |
| Juncos Racing                                 | 12  | Spencer Pigot     | 1–16       |
| Juncos Racing                                 | 18  | Kyle Kaiser       | 1–16       |

## Rennkalender
Die Indy-Lights-Saison 2015 umfasst 16 Rennen. Bis auf das letzte Rennwochenende finden alle Rennen im Rahmen der IndyCar Series statt. Neu im Kalender sind der Iowa Speedway und der Laguna Seca Raceway. Nicht mehr im Kalender sind der Pocono Raceway und der Sonoma Raceway.
| Nr. | Datum         | Rennstrecke      | Art | Erster          | Zweiter       | Dritter           |
| --- | ------------- | ---------------- | --- | --------------- | ------------- | ----------------- |
| 1.  | 28. März      | Saint Petersburg | T   | Ed Jones        | Jack Harvey   | Spencer Pigot     |
| 2.  | 29. März      | Saint Petersburg | T   | Ed Jones        | Jack Harvey   | Spencer Pigot     |
| 3.  | 19. April     | Long Beach       | T   | Ed Jones        | Spencer Pigot | Felix Serralles   |
| 4.  | 25. April     | Birmingham       | P   | Spencer Pigot   | Jack Harvey   | R. C. Enerson     |
| 5.  | 26. April     | Birmingham       | P   | Spencer Pigot   | Jack Harvey   | Max Chilton       |
| 6.  | 08. Mai       | Indianapolis     | P   | Jack Harvey     | Sean Rayhall  | Ed Jones          |
| 7.  | 09. Mai       | Indianapolis     | P   | Sean Rayhall    | R. C. Enerson | Max Chilton       |
| 8.  | 22. Mai       | Indianapolis     | O   | Jack Harvey     | Ethan Ringel  | Scott Anderson    |
| 9.  | 13. Juni      | Toronto          | T   | Spencer Pigot   | Jack Harvey   | Kyle Kaiser       |
| 10. | 14. Juni      | Toronto          | T   | Spencer Pigot   | Jack Harvey   | Ed Jones          |
| 11. | 12. Juli      | West Allis       | O   | Felix Serralles | R. C. Enerson | Juan Piedrahita   |
| 12. | 18. Juli      | Newton           | O   | Max Chilton     | Ed Jones      | R. C. Enerson     |
| 13. | 01. August    | Lexington        | P   | R. C. Enerson   | Max Chilton   | Shelby Blackstock |
| 14. | 02. August    | Lexington        | P   | Sean Rayhall    | Max Chilton   | Spencer Pigot     |
| 15. | 12. September | Monterey         | P   | Spencer Pigot   | Kyle Kaiser   | Ed Jones          |
| 16. | 13. September | Monterey         | P   | Spencer Pigot   | Sean Rayhall  | Max Chilton       |

- Erklärung: O: Ovalkurs, T: temporäre Rennstrecke (Stadtkurs, Flugplatzkurs), P: permanente Rennstrecke

## Wertungen

### Punktesystem
Die Punkte werden nach folgendem Schema vergeben:
| Position | 1  | 2  | 3  | 4  | 5  | 6  | 7  | 8  | 9  | 10 | 11 | 12 | 13 |
| -------- | -- | -- | -- | -- | -- | -- | -- | -- | -- | -- | -- | -- | -- |
| Punkte   | 30 | 25 | 22 | 19 | 17 | 15 | 14 | 13 | 12 | 11 | 10 | 9  | 8  |

Außerdem gibt es je einen Zusatzpunkt für die Pole-Position, die schnellste Rennrunde und für den Fahrer, der das Rennen die meisten Runden angeführt hatte.

### Fahrerwertung
| Pos. | Fahrer        | STP | STP | LBH | BAR | BAR | INDY | INDY | INDY | TOR | TOR | MIL | IOW | MDO | MDO | LAG | LAG | Punkte |
| ---- | ------------- | --- | --- | --- | --- | --- | ---- | ---- | ---- | --- | --- | --- | --- | --- | --- | --- | --- | ------ |
| 01   | S. Pigot      | 3   | 3   | 2   | 1*  | 1*  | 7    | 12   | 9    | 1*  | 1*  | 7   | 8   | 8   | 3   | 1*  | 1*  | 357    |
| 02   | J. Harvey     | 2   | 2   | 10  | 2   | 2   | 1*   | 5    | 1    | 2   | 2   | 4   | 5   | 11  | 10  | 5   | 9   | 330    |
| 03   | E. Jones      | 1*  | 1*  | 1*  | 4   | 11  | 3    | 4    | 10   | 5   | 3   | 8   | 2   | 9   | 9*  | 3   | 4   | 324    |
| 04   | R. Enerson    | 9   | 13  | 4   | 3   | 7   | 5    | 2    | 4    | 8   | 5   | 2*  | 3   | 1*  | 4   | 6   | 6   | 295    |
| 05   | M. Chilton    | 12  | 4   | 5   | 5   | 3   | 4    | 3    | 12   |     |     | 6   | 1*  | 2   | 2   | 11  | 3   | 258    |
| 06   | K. Kaiser     | 5   | 5   | 12  | 8   | 12  | 12   | 6    | 5    | 3   | 9   | 9   | 4   | 4   | 11  | 2   | 10  | 237    |
| 07   | F. Serralles  | 13  | 8   | 3   | 6   | 4   | 9    | 11   | 11   | 11  | 7   | 1   | 10  | 10  | 5   | 13  | 8   | 225    |
| 08   | J. Piedrahita | 6   | 9   | 8   | 7   | 8   | 11   | 7    | 7    | 10  | 4   | 3   | 7   | 6   | 12  | 7   | 7   | 223    |
| 09   | S. Anderson   | 7   | 10  | 6   | 11  | 5   | 6    | 9    | 3    | 9   | 10  | 5   | 6   | 7   | 8   | 9   | 13  | 219    |
| 10   | S. Blackstock | 10  | 11  | 9   | 9   | 10  | 8    | 8    | 8    | 4   | 6   | 11  | 9   | 3   | 6   | 8   | 5   | 218    |
| 11   | E. Ringel     | 8   | 12  | 7   | 10  | 9   | 10   | 10   | 2*   | 6   | 11  | 10  | 11  | 12  | 7   | 10  | 12  | 197    |
| 12   | S. Rayhall    |     |     |     | 12  | 6   | 2    | 1*   | 6    |     |     |     |     | 5   | 1   | 4   | 2   | 188    |
| 13   | M. Brabham    | 11  | 7   | 11  |     |     |      |      |      |     |     |     |     |     |     |     |     | 35     |
| 14   | S. Hargrove   | 4   | 6   |     |     |     |      |      |      |     |     |     |     |     |     |     |     | 34     |
| 15   | N. Piquet     |     |     |     |     |     |      |      |      | 7   | 8   |     |     |     |     |     |     | 28     |
| 16   | H. Choi       |     |     |     |     |     |      |      |      |     |     |     |     |     |     | 12  | 11  | 19     |
| Pos. | Fahrer        | STP | STP | LBH | BAR | BAR | INDY | INDY | INDY | TOR | TOR | MIL | IOW | MDO | MDO | LAG | LAG | Punkte |

| Farbe      | Bedeutung                                          |
| ---------- | -------------------------------------------------- |
| Gold       | Sieger                                             |
| Silber     | 2. Platz                                           |
| Bronze     | 3. Platz                                           |
| Grün       | 4. und 5. Platz                                    |
| Hellblau   | 6. bis 10. Platz                                   |
| Dunkelblau | Rennen beendet (außerhalb der ersten zehn Piloten) |
| Violett    | Rennen nicht beendet                               |
| Rot        | nicht qualifiziert (DNQ)                           |
| Schwarz    | disqualifiziert (DSQ)                              |
| Weiß       | nicht am Start (DNS)                               |
| Weiß       | zurückgezogen (WD)                                 |
| Weiß       | Rennen abgesagt (C)                                |
| Blanko     | nicht teilgenommen                                 |
| Blanko     | nicht erschienen (DNA)                             |
| Blanko     | verletzt oder krank (INJ)                          |
| Blanko     | ausgeschlossen (EX)                                |

| Weitere Notation   |                                                        |
| Fett               | Pole-Position (1 Punkt)                                |
| Kursiv             | Schnellste Rennrunde (1 Punkt)                         |
| °                  | kein Qualifying, kein Bonuspunkt für die Pole-Position |
| *                  | Meiste Führungsrunden (1 Punkt)                        |
| Rookie of the Year |                                                        |
| Rookie             |                                                        |

| Farbe      | Bedeutung                                          |
| ---------- | -------------------------------------------------- |
| Gold       | Sieger                                             |
| Silber     | 2. Platz                                           |
| Bronze     | 3. Platz                                           |
| Grün       | 4. und 5. Platz                                    |
| Hellblau   | 6. bis 10. Platz                                   |
| Dunkelblau | Rennen beendet (außerhalb der ersten zehn Piloten) |
| Violett    | Rennen nicht beendet                               |
| Rot        | nicht qualifiziert (DNQ)                           |
| Schwarz    | disqualifiziert (DSQ)                              |
| Weiß       | nicht am Start (DNS)                               |
| Weiß       | zurückgezogen (WD)                                 |
| Weiß       | Rennen abgesagt (C)                                |
| Blanko     | nicht teilgenommen                                 |
| Blanko     | nicht erschienen (DNA)                             |
| Blanko     | verletzt oder krank (INJ)                          |
| Blanko     | ausgeschlossen (EX)                                |

| Weitere Notation   |                                                        |
| Fett               | Pole-Position (1 Punkt)                                |
| Kursiv             | Schnellste Rennrunde (1 Punkt)                         |
| °                  | kein Qualifying, kein Bonuspunkt für die Pole-Position |
| *                  | Meiste Führungsrunden (1 Punkt)                        |
| Rookie of the Year |                                                        |
| Rookie             |                                                        |